# Смолка, Александр Ильич
Александр Ильич Смолка (13 [26] декабря 1909, Екатеринодар — 9 октября 1982, Ростов-на-Дону) — советский кинооператор документального и научно-популярного кино. Фронтовой оператор Великой Отечественной войны. Член Союза кинематографистов СССР с 1959 года.

## Биография
Родился 13 (26) декабря 1909 года в Екатеринодаре (ныне Краснодар).
В 1928—1930 годах осветитель на кинофабрике «Белгоскино». В 1935 году окончил операторский факультет Ленинградский института киноинженеров. С мая 1935 по 1941 год — ассистент оператора, оператор кинофабрики, затем киностудии «Ленфильм». В киногруппе фильма «Фронтовые подруги» (1941).
Участник Великой Отечественной войны. На фронте с 1941 года. Был призван Петроградским РВК Ленинграда. Военный кинооператор Ленинградской студии кинохроники. Воинское звание: военинженер 3 ранга, инженер-капитан-лейтенант.  С 15 января 1942 по 1945 — оператор киногруппы Черноморского флота (командирован Центральной студии кинохроники). Участник съемок кинокартины «Черноморцы» (1942). Вёл съемки военных действий в Крыму, на Кавказе, Белоруссии, Германии. Снятые им киноматериалы вошли в выпуски СКЖ, в фильмы «Черноморцы» (1942), «Битва за Кавказ», «Битва за Севастополь» (1944), «Народные мстители», «Освобождение Румынии», «Освобождение Болгарии», «Победа на Юге».
В 1945—1946 годах оператор Центральной студии документальных фильмов (ЦСДФ). Член Союза кинематографистов СССР с 1959 года. С 1947 по 1980 год оператор Краснодарского корпункта Ростовской студии кинохроники.
Умер 9 октября 1982 года в Ростове-на-Дону.

## Награды
Награждён орденами и медалями:
- Орден Красного Знамени (16.07.1942)
- Медаль «За оборону Севастополя» (22.12.1942)
- Медаль «За оборону Кавказа» (1944)
- Медаль «За взятие Будапешта» (1945)
- Медаль «За взятие Вены» (1945)
- Медаль «За победу над Германией в Великой Отечественной войне 1941—1945 гг.» (1945)

МНР
- Знак «Отличный пастух» (1938)

## Фильмография

### Игровые
- 1935 — Лунный камень (звуковой и немой варианты); асс. оператора
- 1936 — Путешествие в Арзрум; асс. оператора
- 1936 — Сын Монголии; асс. оператора
- 1938 — Федька; асс. оператора
- 1938 — Год 1919-й; 2-й оператор
- 1939 — Четвертый перископ (звуковой и немой варианты); асс. оператора
- 1941 — Фронтовые подруги; производство: Ленфильм; авторы сценария: С. Михалков, М. Розенберг; режиссер В. Эйсымонт; оператор В. Рапопорт; асс. оператора: А. Смолка, В. Фастович; текст песни Н. Кончаловская

### Документальные и научно-популярные
- 1938 — Прыгуны; асс. оператора
- 1942 — Черноморцы; полнометражный;  режиссер В. Беляев; операторы: В. Микоша, Д. Рымарев, Ф. Короткевич, А. Кричевский, Г. Донец, А. Смолка
- 1942 — Передовики чайных полей (о чайных плантациях в Аджарии); операторы: А. Смолка, Н. Большаков
- 1943 — Битва за Кавказ; полнометражный; оператор в соавторстве
- 1943 — Партизаны Крыма
- 1943 — Народные мстители (боевые будни партизан Ленинградской области: взрыв железнодорожного моста. 1-я партконференция партизанского края); оператор в соавторстве
- 1944 — Битва за Севастополь; полнометражный; режиссер В. Беляев; операторы: В. Микоша, Д. Шоломович, И. Аронс, В. Афанасьев, Я. Берлинер, К. Дупленский, И. Запорожский, Д. Каспий, Л. Котляренко, М. Лифшиц, Ф. Овсянников, М. Пойченко, Н. Петросов, А. Смолка, В. Сущинский, Б. Щадронов, Г. Хнкоян; звукооператоры: В. Котов, Е. Кашкевич
- 1944 — Освобождение Румынии
- 1944 — Освобождение Болгарии
- 1945 — Победа на Юге
- 1947 — Советская Башкирия; гл. оператор
- 1948 — Сельский врач
- 1948 — Песня колхозных полей; Производство: Ленинградская студия кинохроники; режиссеры: Р. Кармен, И. Посельский; операторы: Г. Донец, Я. Гринберг, С. Масленников, А. Смолка
- 1949 — На кубанской земле; оператор в соавторстве
- 1950 — Колхоз-миллионер; оператор
- 1951 — Совхоз «Шахтер»
- 1952 — Птицеферма колхоза
- 1953 — Рисосеяние в СССР
- 1954 — Штурм преград
- 1954 — Александровский дом культуры; операторы: М. Пойченко, А. Смолка
- 1955 — Конники России
- 1956 — Международная встреча
- 1957 — На родине Тургенева
- 1957 — Русские гонщики
- 1958 — В Сальских степях
- 1959 — На родине Чехова
- 1960 — Кукурузовод Дона
- 1961 — Торговля на селе
- 1962 — Волшебное зерно
- 1963 — Земля и вода
- 1964 — Долина цветов
- 1965 — Песнь о счастье
- 1977 — Республика Россия
- 1977 — Память навсегда
- 1979 — Великая Отечественная (20-ти серийная киноэпопея); совместное производство: СССР и США; художественный руководитель Роман Кармен
- 1980 — Малая Земля

### Кинопериодика
Снимал сюжеты для кинолетописи и киножурналов: "Союзкиножурнал", "Новости дня", "Московская кинохроника", "Советское кино", "По Дону и Кубани". 
- 1943 — Союзкиножурнал № 21; режиссер И. Сеткина; асс. режиссера З. Дембовская; операторы: М. Лифшиц, А. Солодовкин, К. Кутуб-Заде, М. Сегаль, П. Оппенгейм, Р. Кармен, В. Доброницкий, Е. Лозовский, А. Смолка (оператор 5-го сюжета "Черноморский флот" — кадры одной из баз и боевые действия эскадры), В. Афанасьев, А. Запорожский; музоформитель: Д. Штильман; звукооператор: В. Нестеров
- 1943 — Союзкиножурнал № 51-52; Центральная студия кинохроники; режиссер И. Сеткина; операторы: И. Беляков, Р. Халушаков, К. Кутуб-Заде, А. Ксенофонтов, В. Левитан, П. Погорелый, Е. Учитель, А. Смолка, Н. Вихирев, М. Гольбрих, А. Софьин, И. Малов, М. Посельский
- 1960 — Новости дня № 12; операторы: Каспий Д., Киселев В., Трошкин В., Смолка А., Герштейн Ю., Буслаев Ю., Максимов Л., Копалин В., Шлыков П., Аккуратов Е., Щекутьев А., Русаков Н.
- 1962 — Новости дня № 15; режиссер Е. Вермишева; операторы: А. Аликперов, С. Киселев, А. Кричевский, П, Опрышко, М. Измайлова, А. Смолка, А. Лебедев, А. Погосов, Б. Шер
- 1968 — Новости дня № 44; операторы: Коган С., Максимов Л., Осипов И., Саранцев А., Смекаев Д., Смолка А.